# Der Schlangenkönig
Der Schlangenkönig ist ein Volksmärchen (AaTh 560), das im polnischen, slowakischen, ungarischen, bulgarischen und rumänischen Sprachraum bekannt ist.

## Handlung
Der arme Junge Jaś findet eines Tages auf einer Wiese eine halbtote Schlange, nimmt sie mit und verhilft ihr wieder zurück ins Leben. Diese erzählt ihm, dass sie der einzige Sohn des Schlangenkönigs von Polen und Reußen ist und dass ein Storch sie gefangen hatte, sie ihm aber wieder aus dem Schnabel geglitten ist. Sie bittet Jaś darum sie zurück in die Gegend von Pińsk zu bringen, wo ihr Vater regiert. Dort angelangt verlangt Jaś dann, auf Anraten der Schlange, die Krone des Königs, die alle Wünsche in Erfüllung gehen lässt, doch dieser warnt ihn davor, dass es ihm keinen Nutzen und kein Glück bringen wird.
Nachdem er durch die knopfgroße Krone zu einem sehr reichen Mann geworden ist, beschließt Jaś um die Tochter des Königs zu freien. Diese ist jedoch schon mit dem Fürsten der Letten verlobt und um den trotzdem weiter drängenden Jaś wieder loszuwerden, gibt der König ihm die scheinbar unmögliche Aufgabe auf, einen Berg in der Nähe halb abzutragen, um mit der Erde die umliegenden Sümpfe auszutrocknen. Zudem solle er auf dem Gipfel des Berges eine starke Festung samt einem schönen, uneinnehmbaren Schloss errichten. Jaś wünscht sich alles herbei, woraufhin dem König keine andere Wahl bleibt als ihm seine Tochter zur Frau zu geben. Diese jedoch kommt hinter das Geheimnis der Krone, entwendet sie und wünscht sich den lettischen Fürsten herbei, während Jaś wieder in seine ärmliche Hütte zurückversetzt wird.
Dort berichtet er seinem Hund und seinem Kater von seinem Unglück, die daraufhin beschließen die Krone zurückzuholen. Zu dritt kommen sie an einen Fluss, der in der Nähe des Schlosses liegt, und während Jaś dort wartet, brechen Hund und Kater allein auf. Um den Fluss zu überqueren, stellt sich der Kater auf den Rücken des Hundes, welcher das Schwimmen übernimmt, danach überfallen sie eine Mäusehochzeit, nehmen die Braut als Geisel und zwingen den Bräutigam somit, ihnen die kleine Krone aus dem Besitz der Königstochter zu holen. Auf dem Rückweg überqueren sie wieder den Fluss, doch als der Kater einen Fisch sieht und diesen fangen will, fällt ihm die Krone aus dem Maul ins Wasser. Da befiehlt ihm der Hund seinen Schwanz ins Wasser zu hängen, woraufhin ein Hecht danach schnappt und ans Land gezogen wird; in dessen Bauch finden sie die Krone wieder.
Vor dem König wünscht sich Jaś dann das Bett der Königstochter herbei, in dem nicht nur diese, sondern auch der lettische Fürst liegt, woraufhin der König den beiden eine ordentliche Tracht Prügel verpasst. Jaś jedoch erkennt, dass ihn die Krone nicht glücklich machen kann, gibt sie dem Schlangenkönig zurück und lebt fortan samt Hund und Kater in dessen Reich.

## Hintergrund
Die polnische Version findet sich bei Lud 1896 ab Seite 56 abgedruckt. Sie wurde in der Gegend von Sokal am Bug aufgezeichnet und erhielt im Deutschen den Titel Der Schlangenkönig. Weitere Varianten des Märchens wurden von S. Barącz, S. Ciszewski, A. J. Gliński, J. Grzegorzewski, Oskar Kolberg, K. Nitsch, J. Piprek und J. Świętek veröffentlicht und erschienen auch in einigen anderen Werken.
Eine ungarische Version berichtet von einem Knaben, der dem Sohn einer Schlange das Leben rettet und dafür von dessen Vater eine goldene Taschenuhr erhält, aus der 42 wünscheerfüllende Riesen springen können. Die später geheiratete Königstochter entwendet die Uhr jedoch und gibt sie dem roten Ritter, mit dem sie durchbrennt. Der Knabe, der inzwischen ein Jüngling ist, holt sich die Uhr dank der Tiere zurück und vergibt der Königstochter, woraufhin ein zweites Mal geheiratet wird. Die Version erhielt im Deutschen den Titel Schlangenbruder und wurde nach dem Tabakzubereiter László Korpás in Tiszabercel, Komitat Szabolcs-Szatmàr von Sàndor Turi aufgezeichnet. Pavol Dobšinskýs slowakische Version, die als Schlange, Kätzchen und Hündchen übersetzt wurde und aus seinem Werk Der verwunschene Wald (Bratislava 1976) stammt, enthält einen Ring, dem zwölf wünscheerfüllende Riesen entspringen können.
In einer bulgarischen Version rettet ein Schäfer eine Schlange vor einem Feuer, welche ihm dafür einen wünscheerfüllenden Wunderstein schenkt. Auch hier verliebt sich die geheiratete Frau des Schäfers in einen anderen Mann und nimmt den Wunderstein mit sich, woraufhin Hund und Katze ihn zurückbringen wollen, er aber ins Wasser fällt. Erst durch den Fang eines Fischers bekommt der Schäfer den Stein zurück, durch den er sich seinen Palast zurückwünscht und nach einer weiteren Heirat ein glückliches Leben führt. Die Version wurde 1927 von Michail Arnaudov nach Georgi Iliev aufgezeichnet und im 38. Band der Sammlung für Volksschöpfungen, Wissenschaft und Schrifttum auf Seite 30 veröffentlicht. Im Deutschen bekam sie den Titel Das Geschenk der Schlange.
In einer rumänischen Version aus dem Werk Märchen und Sagen aus dem Banater Bergland (Bukarest 1974, Nr. 40) von Alexander Tietz sind die tierischen Helfer eine Maus und eine Kröte. Der deutsche Titel lautet Schlange, Maus und Kröte.